# Pedras Altas
Pedras Altas é um município brasileiro do estado do Rio Grande do Sul.